# Цетляк Станіслав Іванович
Станіслав Цетляк (1937, Любівка, Волноваського р-н — 1993, Слов'янськ) — письменник, літературознавець Донеччини.

## Біографія
Після закінчення школи протягом року працює на будівництві каналу Сіверський Донець. Надалі працював на цілині в Казахстані, куди подався після 2-х років армії.
У 1959 році вирішує отримати філологічну освіту, для чого подається до Львова. У цей час друкувався у «Вільній Україні».
У 1964 році отримує посаду вчителя в м. Макіївка Донецької області. Друкується в «Комсомольці Донбасу».
Станіслав Цетляк викладав у Криворізькому педінституті
. 1988 року Цетляк став кандидатом філологічних наук, захистивши дисертаційну роботу «Проблема соотношения литературы и народного сознания в художественном мышлении Л. Н. Толстого» : автореферат 10.01.01 Тартуський державний університет. Тарту, 1988.
1965 року у видавництві «Донбас» виходить дебютна збірка творів «А світ такий великий», що вміщувала 8 творів та передмову М. Лісовської. Дослідниця порівняла 28-річного новеліста з В. Стефаником — парадигматична стильова платформа. У журналі «Літературна Україна» з'являється компліментарна стаття Л. Бойка «Не треба красивості»(1985, № 82). Ця перша і остання збірка мала наклад у 9800 примірників.
Відомо, що у 1966 Станіслав Цетляк готує нову збірку — «Одинокість», яка вміщує вже 27 творів.
Помер у Кривому Розі.

## Твори
1. «Волейбол».
2. «Блакитний автобус».
3. «А світ такий великий».
4. «Захмелене сонце».
5. «Перша прелюдія».
6. «Дід Мусій».
7. «Бджоли летять у сонце».

+ 8-ий твір.

## Особливості стилю
Лаконізм у виражальних засобах, увага до експресіоністичної деталі, особлива світоглядна позиція.